# Costanza Caracciolo
Anna Costanza Caracciolo (Lentini, 17 gennaio 1990) è una showgirl, modella e conduttrice televisiva italiana.

## Biografia

### Attività artistica
Ha frequentato sin da piccola una scuola di danza, ha partecipato all'edizione 2007 del concorso di bellezza Fotomodella dell'anno classificandosi seconda, nel giugno 2008 si è diplomata al liceo classico Gorgia. Nell'estate 2008 ha partecipato, per la categoria bionde, al programma di Canale 5 Veline, vincendo la finalissima del 18 settembre in tandem con la mora Federica Nargi e, quindi, le due showgirl sono state per quattro edizioni consecutive (dal 22 settembre 2008 al 10 giugno 2012, per un totale di 885 puntate) le veline di Striscia la notizia, quindi nelle stagioni 2010-2011 e 2011-2012 hanno condotto il programma di La5 Le nuove mostre. Nell'estate 2011 debuttò, insieme a Federica Nargi, come attrice di cinema recitando nel film Capitan Basilico 2 - I Fantastici 4+4 di Massimo Morini. Nell'autunno 2012 partecipò, in coppia con Federica Nargi per la squadra Le veline, alla prima edizione di Pechino Express, un reality show di Rai 2 in cui hanno ottenuto, nonostante la mancata vittoria, un ottimo riscontro di immagine e di critica.

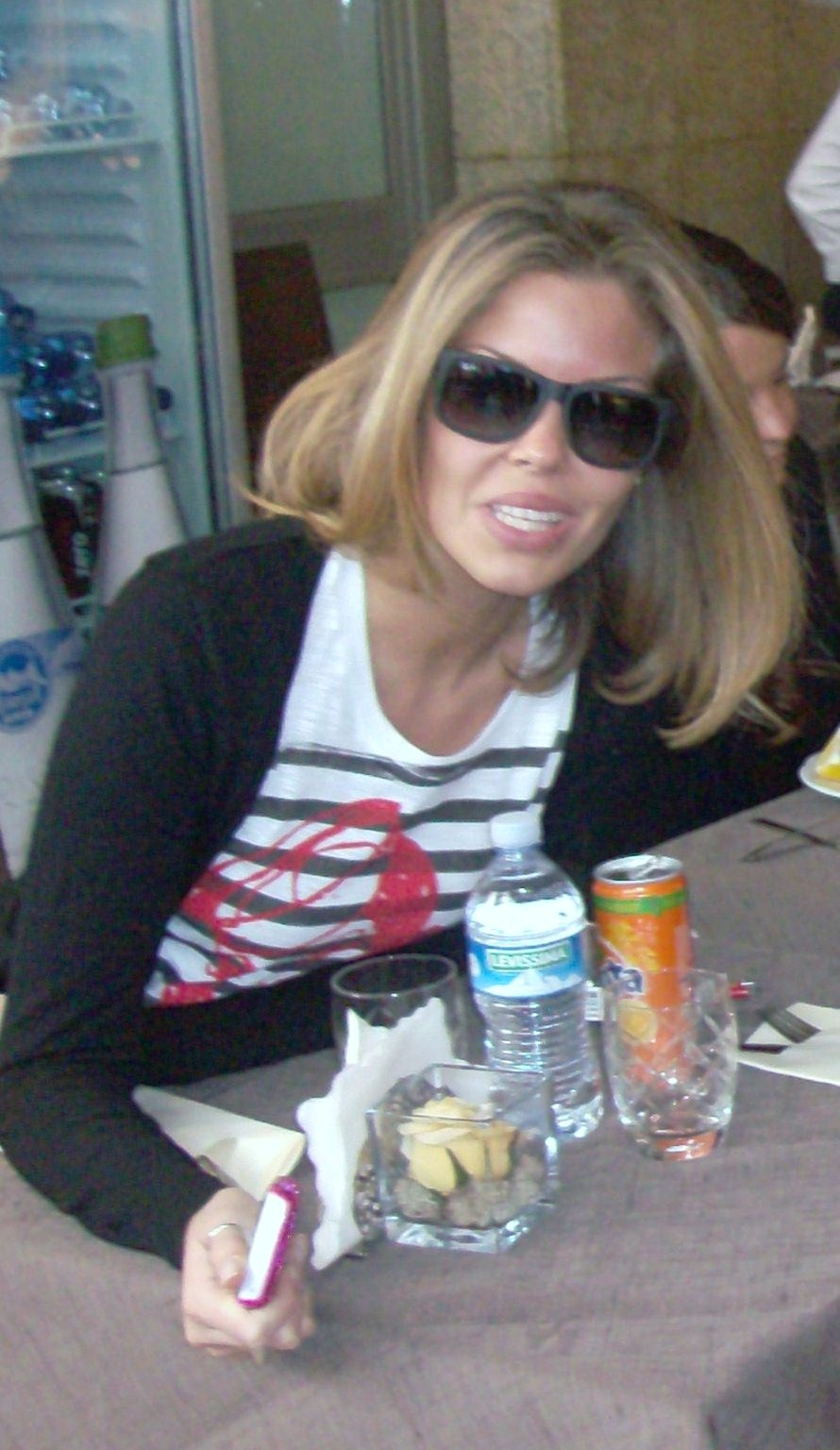
Costanza Caracciolo nel 2012

Nel dicembre 2012 è stata una delle concorrenti di Cuochi e Fiamme Celebrities, un talent show culinario di LA7d. Nel marzo 2013 è stata una delle concorrenti-vip del game show di Rai 1 Red or Black? - Tutto o niente. Nella primavera 2013 è stata, insieme a Francesca Fioretti e Federica Nargi, una delle modelle e testimonial della casa di moda Yamamay. Nell'ottobre 2013 ha partecipato al programma sportivo di Deejay TV Giù in 60 secondi in cui si è lanciata da 4000 metri di altezza. Alla fine del 2013 è stata modella e testimonial della collezione 2013 vestiti da sposa dello stilista siciliano Claudio Di Mari e nell'inverno 2014 ha posato per i pigiami Venere. Dal gennaio 2014 al marzo 2015 ha fatto parte del cast fisso del talk show sportivo di Italia 1 Tiki Taka - Il calcio è il nostro gioco. Nell'estate 2014 è stata "inviata speciale" per Hit the road man, un rotocalco televisivo della seconda serata di Canale 5 su modello di Nonsolomoda, in cui saliva a bordo delle navi da crociera MSC per intervistare i personaggi famosi.
Nel luglio 2014 è stata modella e testimonial sfilando per la collezione bikini firmata NikiB, quindi divenne madrina del brand di abbigliamento femminile Kontatto per festeggiare, insieme alle colleghe-madrine Cristina Buccino e Alessia Merz, il primo compleanno dello "shop" a Milano. Nel novembre 2014 ha posato per la copertina, e quindi per il relativo servizio fotografico, della rivista Maxim e divenne testimonial del brand d'acconciatura Cotril insieme a Giulia Elettra Gorietti e Belén Rodríguez; in questo periodo, oltre a quanto detto, divenne testimonial e stilista delle capsule collection firmate da Many Malt t-shirt. Nella primavera 2015 torna su Rai 1 perché prende parte alla seconda edizione del talent show Si può fare! come concorrente. Nell'estate 2015 diventa protagonista di NikiB, brand per cui aveva già sfilato in passato, questa volta però non solo come modella perché Costanza Caracciolo in questa occasione collabora attivamente con il brand di Giorgia Martina Rossi e Sarah Palestrini per creare delle capsule collection ispirate a delle pietre preziose. Nella stagione televisiva 2015-2016 torna su Rai 2 perché partecipa alla prima edizione del varietà Fatti unici, uno spin-off di Made in Sud.

### Impegno sociale
Alla fine del 2014 Costanza Caracciolo ha scelto di partecipare e rappresentare il nuovo progetto contro la violenza sulle donne intitolato Tatù Niente Paura.

## Vita privata
Il 18 novembre 2018 diventa mamma di Stella, nata a Milano, avuta insieme al compagno Christian Vieri. Il 18 marzo 2019 la coppia si è sposata civilmente in una cerimonia tenutasi ad Affori, storico quartiere di Milano, a villa Litta. Il 25 marzo 2020 nasce la seconda figlia della coppia, Isabel.

## Filmografia

### Cinema
- Capitan Basilico 2 - I Fantastici 4+4, regia di Massimo Morini (2011)

## Teatro
- Fatti unici (2016-2017)

## Televisione
- Veline (Canale 5, 2008) Concorrente, vincitrice
- Striscia la notizia (Canale 5, 2008-2012) Velina
- Le nuove mostre (La5, 2010-2012) Conduttrice
- Nonsolomoda (Canale 5, 2011-2012) Inviata
- Pechino Express (Rai 2, 2012) Concorrente
- Cuochi e Fiamme Celebrities (La7d, 2012) Concorrente
- Giù in 60 secondi - Adrenalina ad alta quota (Deejay TV, 2013) Concorrente
- Red or Black? - Tutto o niente (Rai 1, 2013)
- Tiki Taka - Il calcio è il nostro gioco (Italia 1, 2014-2015) Co-conduttrice
- Hit the Road Man (Canale 5, 2014) Inviata
- Si può fare! (Rai 1, 2015) Concorrente
- Fatti unici (Rai 2, 2015-2016) Comica
- 13° Monte-Carlo Film Festival de la Comédie (Rete 4, 2016)
- Alessandro Borghese - Celebrity Chef (TV8, 2022) - concorrente

## Pubblicità
- Kia (2008) - con Federica Nargi
- PosteMobile (2011) - con Federica Nargi
- Valsoia (2011) - con Federica Nargi
- Vodafone (2011) - con Federica Nargi
- Yamamay (2013; dal 2023)
- Venere (2013-2014)
- NikiB (2014)
- Kontatto (2014)
- Many Malt t-shirt (2014-2015)
- Cotril (2014-2015)
- Acqua & Sapone (dal 2020)
- TIM (2022)

## Attività sociali
- Tatù Niente Paura (2014)